# Ophir (filmprijs)
De Ophir (Hebreeuws: פרס אופיר) is de nationale Israëlische filmprijs die jaarlijks wordt uitgereikt door de Israëlische academie voor film en televisie (האקדמיה הישראלית לקולנוע וטלוויזיה). De prijs werd vernoemd naar de Israëlische filmacteur Shaike Ophir.

## Geschiedenis
De eerste ceremonie werd in 1982 gehouden en vervolgens jaarlijks vanaf 1990. De uitreikingsceremonie gaat door in het Tel Aviv Performing Arts Center. De prijs wordt in Israël aanzien als een equivalent van de Amerikaanse Oscar en de Franse César.

## Categorieën
- Beste film
- Beste regisseur
- Beste acteur
- Beste actrice
- Beste mannelijke bijrol
- Beste vrouwelijke bijrol
- Beste scenario
- Beste decors
- Beste kostuumontwerp
- Beste grime en haarstijl
- Beste cinematografie
- Beste componist
- Beste filmmuziek
- Beste documentaire
- Beste korte film
- Beste korte documentaire
- Beste casting
- Ere-Ophir voor bewezen diensten
- Ere-Ophir voor de volledige carrière

## Erelijst Ophir voor beste film
- 1990: Shuroo
- 1991: Me'ever Layam
- 1992: Ha-Chayim Al-Pi Agfa
- 1993: Nikmato Shel Itzik Finkelstein
- 1994: Sh'Chur
- 1995: Hole Ahava B'Shikun Gimel
- 1996: Saint Clara
- 1997: Afula Express
- 1998: Zircus Palestina
- 1999: Ha-Chaverim Shel Yana
- 2000: Ha-Hesder
- 2001: Hatuna Meuheret
- 2002: Knafayim Shvurot
- 2003: Ha-Asonot Shel Nina
- 2004: Medurat Hashevet
- 2005: Eize Makom Nifla
- 2006: Aviva Ahuvati ex-aequo met Adama Meshuga'at
- 2007: Bikur Ha-Tizmoret
- 2008: Vals Im Bashir
- 2009: Ajami
- 2010: The Human Resources Manager
- 2011: Hearat Shulayim
- 2012: Lemale et ha'halal
- 2013: Bethlehem
- 2014: Gett: Le procès de Viviane Amsalem
- 2015: Baba Joon
- 2016: Sand Storm
- 2017: Foxtrot